# Горбунов, Степан Петрович (полковник)
Степан Петрович Горбунов (9 января 1900 — 5 июля 1942) — советский военачальник. Участник Гражданской и Великой Отечественной войн. Полковник (1942).

## Военная служба

### Великая Отечественная война
31-я курсантская стрелковая бригада была сформирована в октябре 1941 года в одном из небольших городков Горьковской области.
Командиром 31-й бригады был назначен полковник Степан Петрович Горбунов, комиссаром — полковой комиссар Яков Вершута.
5 декабря 1941 года Красная Армия перешла в контрнаступление под Москвой и отбросила на запад гитлеровские войска.
К концу декабря 31-я бригада в составе 3-й ударной армии была переброшена на Калининский фронт, в район Осташкова.
В ночь на 27 декабря 1941 года батальоны 31-й бригады вместе с частями 257-й стрелковой дивизии начали наступление по льду Селигера.
Со 2 по 14 июля немцы провели операцию «Зейдлиц» по окружению 39-я армии и 11-й кк, а также части левого фланга 41-й (17-я гв., 135-я сд, 21-я т бр) и правого фланга 22-й армии (355-я, часть 380-й, отдельные части 185-й сд).
2 июля 1942 года 17-я гвардейская стрелковая дивизия вступила в бой с двумя дивизиями противника (2-й танковой и 246-й пехотной), и 6 июля 1942 года (по немецким данным 05.07.1942) была полностью окружена. После чего, отдельными группами под командованием старших командиров, лесами и труднопроходимыми болотами с боями выходила из тыла врага в район Патрушино — Льба.
С 7 июня по 5 июля 1942 года командовал 17-й гвардейской стрелковой дивизии в звании полковника.
Командование дивизии принял на себя начальник штаба дивизии гвардии полковник Збандуто
Из окружения в 7 — 9 июля 1942 года вышли 1759 человек, вынесено два 82-мм миномета, два станковых и восемь ручных пулеметов, 800 винтовок, 2 ПТР, 3 ППШ, 60 револьверов. Впоследствии из окружения продолжали выходить, как записано в документах «отдельные люди и подразделения». Всего дивизия потерла убитыми, ранеными и попавшими в плен 3822 чел.